# گالیانو روسینی
گالیانو روسینی (ایتالیایی: Galliano Rossini; ۱۷ مهٔ ۱۹۲۷ – ۱۳ نوامبر ۱۹۸۷)  تیرانداز اهل ایتالیا بود.
وی در مسابقات کشوری و بین‌المللی در مجموع برندهٔ ۳ مدال طلا، ۴ مدال نقره، ۱ مدال برنز شده‌است.